# Fuente la Lancha
Fuente la Lancha es un municipio y localidad española de la provincia de Córdoba, en la comunidad autónoma de Andalucía. Cuenta con una población de 339 habitantes (INE 2024). Se encuentra situado en la comarca del Valle de los Pedroches, a una altitud de 556 metros y a 82 kilómetros de la capital de provincia, Córdoba.

## Historia y Lugares de interés
Fuente la Lancha debió surgir en torno a 1480 como aldea de Hinojosa. No hay noticias anteriores referentes a núcleos de población ubicados allí. La procedencia de su topónimo, La Lancha, se encuentra también en el siglo XV época en la que surge la población debido a la fuerte expansión demográfica que se dio en la comarca de Los Pedroches. 
El historiador de las Casas-Deza cree que su nombre puede venir de alguna fuente que se llamase de la Lancha, lo cual confirma la denominación del próximo arroyo Lanchar o Lanchas. En 1594 formaba parte de la Tierra de Belalcázar en la Provincia de Trujillo. 
Fuente la Lancha fue aldea de Hinojosa del Duque hasta que en 1820 alcanzó plena independencia municipal, previa solicitud de sus vecinos, apareciendo ya con el título de villa. 
En 1850 la localidad fue descrita como sigue:

Fuente de la Lancha: v. con ayunt. en la prov. y dióc. de Córdoba (12 leg.), part. jud. de Hinojosa del Duque (2), aud. terr. y c. g. de Sevilla (36): sit. en terreno algún tanto elevado y entre los arroyos Guadamatilla que corre al O. de la población, y el Lanchar que pasa por la parte del E.; los vientos que reinan con más frecuencia son los del S. y N., siendo su clima tan templado y sano, que por lo regular no se padecen mas enfermedades que las estacionales. Tiene 80 casas, entre ellas la consistorial y un hermoso edificio de labor; igl. parr. (Santa Catalina), servida por un cura párroco; cementerio en paraje ventilado, y 2 fuentes próximas al pueblo llamadas Fuente-Duz y Fuente del Tejar, de cuyas buenas aguas se surte el vecindario, habiendo también otras varias a más larga dist. Confina N. Villar-alto; E. Dos-Torres; S. Villanueva del Duque y O. Hinojosa. El Terreno es arenoso y en lo general de inferior calidad, comprendiendo varias dehesas y algunos montes poblados de encinas y retamas. Los caminos son de pueblo á pueblo, y la correspondencia se recibe de Pozo-blanco por balijero los martes y los sábados, saliendo los mismos días. prod.: trigo, cebada, centeno, habas y garbanzos de esquisita calidad; ganado lanar y vacuno, y caza de liebres, conejos y perdices. ind.: la agrícola. Comercio: esportación de algún grano á la cap. de prov. Pobl.: 73 vec., 292 alm. Contr.: 5.356 rs. 9 mrs. Riqueza imp. (V. el art. partido jud.)
Madoz, 1850, p. 235

 A continuación, el Diccionario de Madoz describe el río Guadamatilla, que nace en el término municipal y se incorpora al río Zújar a la altura del Castillo de Madroñiz.
Durante la guerra civil, el XXII Cuerpo de Ejército republicano acampó por tierras pertenecientes al término de Fuente la Lancha, siendo su suelo partícipe de una de las últimas grandes batallas terrestres de la contienda: la ofensiva de Extremadura. El cuerpo del ejército marroquí tomó posesión de Fuente la Lancha para el bando nacional el 26 de marzo de 1939, junto a Hinojosa del Duque, Belalcázar, Villanueva del Duque, el Viso, etc.
- Lugares de interés
- Iglesia de Santa Catalina, siglo XVI.
- Ermita de Santo Domingo ( reedificada nueva en el siglo XX)
- Casas populares con la arquitectura tradicional de los Pedroches.

| Noroeste: Hinojosa del Duque | Norte: Hinojosa del Duque | Noreste: Hinojosa del Duque   |
| Oeste: Hinojosa del Duque    |                           | Este: Villanueva del Duque    |
| Suroeste: Hinojosa del Duque | Sur: Villanueva del Duque | Sureste: Villanueva del Duque |

## Demografía
Fuente la Lancha cuenta con una población de 339 habitantes (INE 2024).
| Gráfica de evolución demográfica de Fuente la Lancha entre 1842 y 2021                                                                                                   |
| |
| Población de derecho según los censos de población del INE Población de hecho según los censos de población del INEEn este censo se denominaba Fuente de la Lancha: 1842 |